# RX J1131-1231
RX J1131-1231 هو ثقب أسود فائق الضخامة يقع على بعد حوالي 6 مليارات سنة ضوئية من الأرض في كوكبة الباطية.